# José Garés Crespo
José Garés Crespo (Alzira, 21 de juny de 1942) és un poeta i polític valencià, diputat a les Corts Valencianes durant la II, III i IV Legislatures.

## Biografia
De jove, mentre treballava al camp i després d'altres llocs de treball com Avidesa, va fundar amb el seu amic el poeta Rafael Català i Moros, l'any 1968, la revista de poesia Grama, en la qual van col·laborar poetes de la seua generació com Hilario Barrero, Josep Batlló Samón, Francisco Vélez Nieto i els darrers membres vius de la generació del 27 com Rafael Alberti, Vicente Aleixandre i Jorge Guillén. En 1968 va crear la Llibreria Xúquer en companyia d'Emili Tortosa. Va fer estudis de filosofia a la Universitat de València que no va acabar. Aleshores, al voltant de les activitats que es feien durant els últims anys del franquisme, sorgiren reunions clandestines de militants antifranquistes de la Ribera. Amb un nombrós grup ingressaren al Partit Comunista d'Espanya (marxista-leninista) i al FRAP. Conegut amb els sobrenoms de Pablo i Cárcer, del PCE m-l fou secretari general al País Valencià. el 1973. Fou detingut en setembre de 1975 amb uns altres trenta-nou militants després del tiroteig contra un guàrdia civil a la porta de la presó de Dones i contra un mariner de la VI Flota dels Estats Units d'Amèrica al Grau de València.
Amb una petició fiscal de 110 anys, va restar a la presó fins al maig de 1977, quan el Tribunal Militar va sobreseure el seu cas. Encara militant i responsable del PCE (ml), fou candidat d'Izquierda Republicana per València a les eleccions generals espanyoles de 1979, i obtingué uns 9.000 vots. Va abandonar el partit poc després i el 1981 va ingressar al PSPV-PSOE, amb el qual fou elegit diputat a les eleccions a les Corts Valencianes en les tres legislatures de 1987, 1991 i 1995. Fou vicepresident de la Comissió de Sanitat i Consum (1991-1995) i president de la Comissió Permanent no legislativa d'Afers Europeus (1987-1991). En febrer de 1999 va trencar amb el PSOE i es va integrar al Grup Mixt de les Corts Valencianes fins al final de la legislatura.

## Poesies. Contes i altres escrits.
Simultàniament a la seva vida política anava publicant poemaris i articles, fins i tot en el temps que va estar a la presó, durant el qual va escriure el llibret de poemes "Falç sense mà", que va ser finalista als premis "Octubre" de l'any 1976 i que va ser publicat per Tres i Quatre el 1977, amb un pròleg de Joan Fuster que saludava el poemari com l'únic al País Valencià publicat des de la presó sota el franqisme: «que siguen bons o dolents no és el problema. Són, ho repetesc, un testimoniatge.» Alguns poemes solts, publicats en els poemaris o en revistes poètiques, han estat traduïts al francès, rus, italià, portuguès i albanès.
- Al pasar (Arrecife, Cadis)
- De mi amor y sus circunstancias) www.slideshare.net
- Revista de poesia Grama, núm. 1-2-3-4 https://es.scribd.com/lists/4199331/J-Gares-Crespo
- Falç sense mà, finalista dels premis Octubre, publicat per Tres i Quatre[4]
- Variacions I, www.slideshare.net
- Material de derribo, Editorial Germanía (2009).
- Laberintos (Textos poéticos) www.slideshare.net
- Cuentos -I- www.slideshare.net
- Jaculatòries. Poemes, 2020.https://www.slideshare.net/JoseGaresCrespo/poemes-2020